# Pierce LePage
Pierce LePage (ur. 22 stycznia 1996 w Whitby) – kanadyjski lekkoatleta specjalizujący się w wielobojach.
W 2018 zdobył srebrny medal podczas igrzysk Wspólnoty Narodów w Gold Coast. Rok później stanął na najniższym stopniu podium igrzysk panamerykańskich w Limie. Na piątym miejscu zakończył rywalizację w dziesięcioboju podczas mistrzostw świata w Dosze (2019). W 2021 ponownie był piąty, tym razem na igrzyskach olimpijskich w Tokio. W 2022 zdobył srebrny medal mistrzostw świata w Eugene, natomiast rok później w Budapeszcie został mistrzem świata.
Złoty medalista mistrzostw Kanady.
Rekord życiowy w dziesięcioboju: 8909 pkt. (26 sierpnia 2023, Budapeszt) 6. wynik w historii światowej lekkoatletyki.

## Osiągnięcia
| Rok  | Impreza                    | Miejsce    | Konkurencja   | Lokata     | Wynik     |
| ---- | -------------------------- | ---------- | ------------- | ---------- | --------- |
| 2018 | Igrzyska Wspólnoty Narodów | Gold Coast | dziesięciobój | 2. miejsce | 8171 pkt. |
| 2019 | Igrzyska panamerykańskie   | Lima       | dziesięciobój | 3. miejsce | 8161 pkt. |
| 2019 | Mistrzostwa świata         | Doha       | dziesięciobój | 5. miejsce | 8445 pkt. |
| 2021 | Igrzyska olimpijskie       | Tokio      | dziesięciobój | 5. miejsce | 8604 pkt. |
| 2022 | Mistrzostwa świata         | Eugene     | dziesięciobój | 2. miejsce | 8701 pkt. |
| 2023 | Mistrzostwa świata         | Budapeszt  | dziesięciobój | 1. miejsce | 8909 pkt. |